# Anna Baruzzi
Anna Baruzzi (Bologna, 1939 – Bologna, 23 febbraio 2020) è stata una psicoanalista italiana.

## Biografia
Nata e cresciuta a Bologna, si laureò in filosofia con Rudolf Arnheim al termine di un percorso che la vide studiare per un anno alla Columbia University di New York e specializzarsi in psicologia dell’arte.
Al ritorno in Italia, la sua attività professionale si concentrò sulla psicologia clinica, con un interesse particolare verso la neuropsichiatria infantile. Dopo un periodo nel gruppo di ricerca di Renzo Canestrari, si trasferì in Svizzera per apprendere i più sofisticati approcci alla neuropsichiatria infantile e, tornata in Italia, divenne professoressa associata di psicopatologia generale e dell’età evolutiva presso l’Università di Bologna. La sua opera fu influenzata dal pensiero di Melanie Klein, Donald Meltzer, Donald Winnicott e Daniel Stern, e Baruzzi si fece apprezzare per l’introduzione di innovative tecniche psicoterapeutiche di gruppo applicate ai bambini. Durante la sua carriera, svolse un ruolo attivo all'interno della Società Psicoanalitica Italiana (SPI), contribuendo in maniera significativa allo sviluppo dell'Istituto Italiano di Psicoanalisi di Gruppo. Inoltre, fu vicepresidente dell’esecutivo nazionale e membro costituente della prima commissione per l’analisi del bambino e dell’adolescente. 
All'attività clinica affiancò anche quella di traduttrice e curatrice di opere psicoanalitiche di Wilfred Bion, Donald Meltzer e Janine Chasseguet-Smirgel.
Nel corso degli anni Novanta, Anna Baruzzi fondò la sede bolognese del Centro Studi Martha Harris, scuola di specializzazione in psicoterapia psicoanalitica dell’infanzia, dell’adolescenza e della famiglia, ispirata al modello formativo della Tavistock Clinic di Londra.
Il centro, riconosciuto dal MIUR con decreto del 18 luglio 2002 (D.M. 18-07-2002, Gazzetta Ufficiale del 09-08-2002), divenne uno dei riferimenti nazionali per la formazione clinica degli psicoterapeuti dell’età evolutiva, contribuendo alla diffusione in Italia del pensiero psicoanalitico di matrice kleiniana e post-kleiniana.

## Opere (parziale)
- A.Baruzzi : Introduzione a “Paranoia ßà Metanoia”- Percorsi circolari del pensiero in gruppi e istituzioni. Koinos, anno XXI, n. 2, atti congresso Comacchio 15-17 ott. 1999
- A. Baruzzi : Ricordo di Parthenope Bion Talamo. Koinos, anno XVIII, n. 1-2, Gen-Dic
- A. Baruzzi : Presentazione della sezione Infanzia e Adolescenza. Koinos, anno XVII, n. 1, Gen-Giu, 1996
- A. Baruzzi : Presentazione a Inediti di Francesco Corrao. Koinos, anno XVI, n. 2 Lug-Dic, 1995
- A. Baruzzi : Presentazione di Il lavoro con i gruppi di bambini. Gruppo e Funzione Analitica, anno XI, n. 1, Gen-Apr, 1990
- A. Baruzzi : Introduzione a D. Meltzer “La vita onirica. Una revisione della teoria e della tecnica psicoanalitica” Borla. 1989
- A. Baruzzi : Presentazione a “El Pelouro”. Gruppo e Funzione Analitica, anno IX, n. 2, Mag-Ago, 1988
- A. Baruzzi : La fine dell'analisi. Gruppo e Funzione Analitica, anno VIII, n. 3, Sett-Dic, 1987
- A. Baruzzi : Il gruppo, l’inanimato, la creatività. Gruppo e Funzione Analitica, anno VI, n. 1, Gen-Apr, 1985
- A. Baruzzi : Sul ritmo. Rivista di Psicoanalisi, 31(2):247-252, 1985
- A. Baruzzi : Sul desiderio di sapere. Rivista di Psicoanalisi, 31(2):173-187, 1985
- A. Baruzzi : Senso e Nonsenso: il gioco della comunicazione. Gruppo e Funzione Analitica, anno II, n.1 gen.1980–feb., 1981
- A. Baruzzi : Bion sull’esprimersi. Rivista di Psicoanalisi, 27(3-4):629-639, 1981
- A. Baruzzi : *Studi sulla Creatività” – ed. Aulo Gaggi, Bologna
- A. Baruzzi, F. Corrao: “Acting-out”: aspetti progressivi e regressivi. Rivista Psicoanal., 24(3):432-436, 1978
- A. Baruzzi, In Bion: L’alba dell’oblio, Milano: Cortina, 2007: pp. XI-XIII.
- A. Baruzzi. Presentazione. (Il lavoro con i gruppi di bambini) GFA, anno XI, n. 1, Gennaio-Aprile. In Psiche, Dizionario storico di psicologia, psichiatria, psicoanalisi, neuroscienze. Vol. I. by Barale F., Einaudi, Torino, pp. 484-488, 1990
- A. Baruzzi. Disturbi dell'identita sessuale in analisi infantile. Paper read at the Centro Milanese di Psicoanalisi, January 1988.
- A. Baruzzi. Un lavoro con i gruppi di bambini, “Gruppo e Funzione Analitica”, XI, 1, 1990

### Traduzioni e curatele
- Janine Chasseguet-Smirgel, Per una psicoanalisi dell'arte e della creatività. Milano, Guaraldi, 1973.
- Ray Hyman, L'indagine sperimentale in psicologia, con Marco Walter Battacchi. Milano, Martello, 1975.
- Janine Chasseguet-Smirgel, L'ideale dell'io: saggio psicoanalitico sulla malattia d'idealità. Milano, Guaraldi, 1976.
- Wilfred Bion, Memoria del futuro: il sogno. Milano: Cortina, 1993.
- Wilfred Bion, Memoria del futuro: presentare il passato, con Parthenope Bion Talamo. Milano: Cortina, 1998
- Wilfred Bion, Memoria del futuro: l’alba dell’oblio. Milano: Cortina, 2007